# 旭鷲山昇
旭鷲山 昇（きょくしゅうざん のぼる、1973年3月8日 - ）は、モンゴル国ウランバートル市出身で大島部屋所属の元大相撲力士、実業家、モンゴル国の政治家。本名はダヴァー・バトバヤル（モンゴル文字：ᠳᠠᠸᠠ
ᠵᠢᠨ
ᠪᠠᠲᠤᠪᠠᠶᠠᠷ、モンゴル語キリル文字表記：Даваагийн Батбаяр、ラテン文字転写：Davaagiin Batbayar）。最高位は西小結、身長182cm、体重146kg。得意技は右四つ、上手投げ。血液型はB型、趣味はスノーボード、愛称は「シュウ」。史上初のモンゴル出身関取。

## 来歴

### 初のモンゴル出身力士としての入門
1991年に大島（元大関・旭國斗雄）がモンゴルで行った新弟子公募に応募し、170人の応募者の中から旭天鵬、旭天山らととも選ばれ初のモンゴル出身力士として来日し、1992年3月場所で初土俵を踏んだ。入門当初は稽古の厳しさや日本の生活習慣に馴染めず、共に来日したモンゴル人力士6名のうち旭天山を除く5名が部屋を脱走して駐日モンゴル大使館に駆け込むという出来事を起こした。しかし、大使館まで迎えに来た大島夫妻及び旭天山に説得されて再び部屋へと戻った。
旭鷲山はモンゴル出身の大相撲力士の先駆者であり、多くのモンゴル人を各相撲部屋に紹介し入門させた。後述のように早稲田大学に入学しここで様々な示唆を受けたことによりベテランの域に入ってなお成長を見せた。モンゴル人力士同士の交流にも重要な橋渡し役として貢献してきた。
モンゴルの子供の育英や貧しい人への援助を名目に「旭鷲山発展基金」を設立し、寄付を集めて各種の援助で国民に奉仕したことにより、母国では英雄として朝青龍を凌ぐ人気があるとも言われる。ウランバートル市議会議長からは、ウランバートル名誉市民の称号が贈られている。

### 技のデパート・モンゴル支店
当初大島は「もう1人だけついでに」というつもりで旭鷲山を採用したに過ぎなかったが、その時の予想に反して1995年3月場所で新十両に昇進し、1996年9月場所で新入幕を果たした。幕内に上がると多彩な技で観客を沸かし、「技のデパート・モンゴル支店」（“本店”は舞の海）と評された。幕内2場所目、横綱貴乃花の休場により初日と2日目の割返しが行われた際に以前から対戦を望んでいた小錦との割が2日目に実現、これに勝利した。新入幕から所要3場所で小結に昇進したが、新三役となった1997年3月場所で4勝11敗と大きく負け越して以来一度も三役に復帰することは無く、引退場所となった2006年11月場所まで58場所連続平幕在位の史上1位の記録を持つ。1997年5月場所も2勝13敗だったが、初日に横綱曙から初金星を挙げている。
2001年1月場所、新決まり手である送り吊り落としで勝った第1号力士。2002年1月場所、新決まり手である送り引き落としで勝った第1号力士。その他、1997年3月場所は小股すくい・足取りと1場所で2回もあり、さらに1998年5月場所は珍しい決まり手で勝った星が、外無双・掛け投げ・渡し込みと3番もあった。2000年1月場所は外小股、2002年1月場所は内無双、2003年3月場所は波離間投げ、などで勝った取り組みもあった。
1999年3月場所、若乃花に勝ち2個目の金星。2001年5月場所、後輩の朝青龍に抜かれた事が刺激になり11勝。2002年1月場所、武蔵丸にひっかけで勝ち金星。2002年5月場所、初日から8連勝し10勝で技能賞、初日から8連勝した決まり手が全て違うのは北の富士以来32年ぶり。2003年5月場所、朝青龍に勝ち5個目の金星。2004年9月場所、2度目の初日から8連勝し11勝。2005年5月場所、中盤8連勝で12勝し初の敢闘賞。2005年7月場所、栃東に小股すくいで勝った。2006年3月場所、11勝し5回目の三賞、などなど活躍した。
新入幕から一度も十両に陥落せず地力があったことは間違いないが、歳を重ねるにつれ立合い諸手を突いての逃げ回るような攻めが目立つようになった。十両陥落が見える地位になると二桁の大勝ちを見せて一気に番付を上げ、上位で大負けした後は僅かな負け越しを続け少しずつ番付を下げていくパターンの繰り返しが多かった。技が連続しないことや寄り身を試しても力強さが無い事から三役定着には至らなかった。
長く幕内に留まっていられた理由として、立合いでは激しく当たらず、敢えて相手に踏み込ませそこから形を作っていく相撲を取ることにより、激しい衝撃を避けることで肉体の消耗を免れていると、相撲解説者である舞の海は指摘している。初土俵以来の決まり手数は45を数えるとされ、大相撲界にそれまで無かったモンゴル相撲を持ち込み、2000年に新たに15の決まり手が追加された一因となった。稽古量も現役当時の力士としては出色で、巡業地では1日に50番以上もの稽古をこなすこともあった。一方で「旭鷲山はただ体を動かしているだけ。あれだけ足腰がいいのだから、前に出る相撲を心掛けていれば、少なくとも大関にはなっていた」と指摘する親方もいた。
なお「技のデパート・本店」である舞の海との取組も数度実現している。この中には1分を超える取組も見られ、「大相撲」と言われたこともある。

### 朝青龍との確執
2003年7月場所、モンゴルの後輩でもある横綱の朝青龍との一番で、朝青龍が旭鷲山の髷を掴み反則（7年ぶりの反則勝ち）で勝ち星を得たが、協会は金星と認めないことを発表した。旭鷲山と朝青龍の両者は取組後の風呂場でも激しい口論となり、居合わせた大関の魁皇が割って入って止めたという。怒りが収まらなかった朝青龍は、旭鷲山の車のサイドミラーを壊して弁償する騒動にまで発展した。なお、両者は2003年5月場所の対戦でも土俵際で逆転負けした朝青龍が物言いを要求する態度を見せ、物議を醸した。この時には大々的に確執が伝えられたが、後に報道陣の前で和解した。

### 大学進学
2004年、早稲田大学に入学し、人間科学部人間情報科学科の通信教育課程にて学び始めた。早大を志望した理由は、1998年5月にモンゴルの大統領・ナツァギーン・バガバンディと外務大臣・小渕恵三の会談に同席した際、バガバンディが「相撲をやめたら何をする? せっかく恵まれた環境にいるんだから、勉強した方がいい」と述べたところ、小渕が「それなら早稲田でしょう」と勧めたことがきっかけであった。なお、小渕の発言により早稲田大学に関心を持った旭鷲山は、2002年5月場所からスクールカラーに合わせたえんじ色のまわしを締めるようになった。

### 引退
2006年11月場所前、体調が優れず満足の行く相撲を取れなくなり病院で診察を受けたところ、虚血性心疾患と診断され、医師から「これ以上相撲を取り続けると命にかかわる」と言われた。このため、11月場所初日の相撲に敗れた後で大島に相談して、翌2日目（11月13日）に日本相撲協会へ引退届を提出した。しかし、これに前後して、大島部屋の玄関ドアのガラスが石で割られて空いた穴から催涙スプレーが投げ込まれていたり（11月9日）、部屋に無人の2トントラックが突っ込んでくる（11日）などの被害が生じていた。2007年7月、旭鷲山に対する恐喝未遂の疑いで元指定暴力団住吉会系組長らが逮捕された。この際警察の事情聴取により、引退はこの事件も原因であったことが明らかになった。引退の直因を暴力団問題の事例の一つとして取り扱う書籍においては、モンゴルの金鉱山開発利権を住吉系と関西系の暴力団へ二重に売却したことが問題になったと主張されていた。
2007年6月2日に両国国技館で断髪式が行われた。冒頭では長男と相撲、断髪式には200人以上が参加し、最後に大島が止め鋏を入れた。海部俊樹元内閣総理大臣、平沢勝栄衆議院議員、上田清司埼玉県知事、藤岡弘、池谷幸雄、木下博勝（ジャガー横田の夫で医師）、モンゴル関係者、旭道山、大関以上の各力士（直前の2007年5月場所で引退した栃東は欠席した）が断髪式に参加し髷に鋏を入れ、式の後、長女と旭鷲山の写真集にも参加した女優の土屋アンナから花束が贈呈された。

### 引退後
旭天鵬は将来親方になり後進を指導することを目指すため日本国籍を取得し帰化したが、旭鷲山は帰化をせずモンゴルへの帰国を明らかにしていたため、規定により相撲協会に残らなかった。永住権を返上して帰国し、実業家として建設、通信、貿易業などを手がける。
2008年6月の国民大会議（モンゴル国会）議員総選挙に野党民主党より出馬してトップ当選を果たした。2009年5月より、大統領特別補佐官を務めている。2010年に中国で行われたスポーツアコードワールドコンバットゲームズでは相撲の宣伝大使を務めた。2012年6月、2選を目指し再び国民大会議議員総選挙に民主党から立候補。民主党は与党人民党を破って第一党となり勝利したものの、旭鷲山は落選した。
大相撲八百長問題に際して、旭鷲山は地元紙のインタビューに「我々は八百長の存在を知っているし、理解できる民族。モンゴル相撲に八百長があることは、我々は知っている」とコメントし、モンゴル相撲では地元力士に勝った上位力士には「負けてあげればよかったのに」と、ファンから怒りの声が上がることもあると話している。旭鷲山は「日本人にとっては、国民をだましていたという論調になるので、今回は大きな事件になっている」と分析。自身の現役時代の八百長関与は否定し「今はモンゴル人力士を疑ってはいけない」と、力説していた。
髷がなくなって久しい2016年5月29日、両国国技館における公開形式の取組に約10年ぶりに出場した。同部屋同期の元関脇・旭天鵬の引退相撲において、旭天鵬の「最後の取組」の相手に指名される形で対戦。立合いで左上手を取り、土俵際まで寄り立てたが最後に逆転のうっちゃりを決められて黒星を喫した。現役時代のトレードマークでもあったワインレッドの締め込みとさがりを持参し、旭天鵬が用意した足袋を着用して土俵に上がり、館内を大いに盛り上げた。
2017年の日馬富士の貴ノ岩に対する暴行問題では「灰皿やカラオケのリモコンなどで40～50発殴られた。翌日病院へ行き、頭を縫いました。床山さんもうまく結えなかった」と、貴ノ岩から直接電話で聞いた暴行の内容を語った。朝青龍はこの証言を嘘だと完全否定、「貴ノ岩は絶対電話かかってこないはずなので、絶対嘘だとなっている。相撲協会にも話してない、親方もノーと言っているからなんでわざわざ旭鷲山こんな時に電話したのか？これは嘘だと（なっている）」と否定の理由について自ら話している。自身は「別に日馬富士を横綱（引退）どうのこうの言ってるんじゃなくて、できれば両方、仲良くさせて、日本の相撲協会に連れて行ってマスコミの前で両方謝って握手して」と、どちらかの肩を持つわけではなく両者の和解を願っているとした。
現在はモンゴル相撲協会会長も務めている。大統領補佐官も務めていたが、2017年11月30日に解任された。大手ニュースサイト「ニュース・ＭＮ」は今回の解任と日馬富士の問題を関連付けて報じた。
2018年10月4日に貴ノ岩が日馬富士に対して損害賠償請求訴訟を起こすと、日馬富士の代わりに請求金額を支払うと発言して非難を浴びた。10月30日に訴えが取り下げられた背景について、日馬富士引退を残念がっているモンゴル国民が2,400万円もの大金（モンゴルでは日本の10倍に値する）の請求に驚いてしまったと説明し、貴ノ岩の家族がバッシングにあったことは事実と述べている。年功序列の考え方が強い国民性があり『先輩に対して裁判を起こすこと』は反感を抱かれることであるため、「貴ノ岩が2,400万円をもらってモンゴルに帰ってきたら、それ以上のことが起こる可能性があるから。彼は正解かなと思って。ここで自分からやめることは一番いい」と話している。
師匠の元旭國が死去する1ヶ月前、既に元旭國は弟子の顔も思い出せない状態であったが、旭鷲山が面会に訪れると泣いて喜んだ。元旭國が死去した際、家族葬の弔問にも駆け付けている。

## 主な成績
- 通算成績：560勝601敗2休 勝率.482
- 幕内成績：408勝507敗2休 勝率.446
- 現役在位：89場所
- 幕内在位：62場所
- 三役在位：1場所（小結1場所）[1]

### 三賞・金星
- 三賞：5回
  - 殊勲賞：1回（2003年5月場所）
  - 敢闘賞：2回（2005年5月場所、2006年3月場所）[1]
  - 技能賞：2回（1997年1月場所、2002年5月場所）
- 金星：5個（曙1個、若乃花2個、武蔵丸1個、朝青龍1個）

### 各段優勝
- 十両優勝：2回（1995年7月場所、1996年3月場所）
- 幕下優勝：1回（1995年1月場所）

### 場所別成績
| | 一月場所 初場所（東京） | 三月場所 春場所（大阪） | 五月場所 夏場所（東京） | 七月場所 名古屋場所（愛知） | 九月場所 秋場所（東京） | 十一月場所 九州場所（福岡） |
| --- | ----------------------- | ----------------------- | ----------------------- | --------------------------- | ----------------------- | --------------------------- |
| 1992年 （平成4年） | x                       | （前相撲）              | 西序ノ口25枚目 6–1      | 東序二段85枚目 5–2          | 西序二段46枚目 4–3      | 東序二段15枚目 6–1          |
| 1993年 （平成5年） | 東三段目58枚目 5–2      | 西三段目27枚目 3–4      | 西三段目41枚目 5–2      | 東三段目10枚目 5–2          | 西幕下50枚目 5–2        | 東幕下31枚目 4–3            |
| 1994年 （平成6年） | 東幕下23枚目 4–3        | 西幕下17枚目 5–2        | 西幕下8枚目 3–4         | 東幕下14枚目 5–2            | 東幕下9枚目 3–4         | 東幕下16枚目 5–2            |
| 1995年 （平成7年） | 東幕下9枚目 優勝 7–0    | 西十両11枚目 6–9        | 東幕下2枚目 5–2         | 東十両13枚目 優勝 10–5      | 西十両6枚目 8–7         | 西十両5枚目 6–9             |
| 1996年 （平成8年） | 西十両9枚目 8–7         | 西十両8枚目 優勝 11–4   | 東十両4枚目 9–6         | 東十両筆頭 9–6              | 東前頭15枚目 9–6        | 西前頭7枚目 8–7             |
| 1997年 （平成9年） | 西前頭3枚目 9–6 技      | 西小結 4–11             | 西前頭4枚目 2–13 ★      | 西前頭11枚目 9–6            | 西前頭3枚目 3–12        | 西前頭8枚目 9–6             |
| 1998年 （平成10年） | 東前頭4枚目 5–10        | 東前頭7枚目 4–11        | 西前頭13枚目 9–6        | 西前頭11枚目 9–6            | 東前頭5枚目 4–11        | 東前頭12枚目 8–7            |
| 1999年 （平成11年） | 西前頭8枚目 9–6         | 東前頭3枚目 7–8 ★       | 東前頭4枚目 5–10        | 東前頭7枚目 9–6             | 東前頭2枚目 7–8         | 東前頭3枚目 5–10            |
| 2000年 （平成12年） | 東前頭6枚目 8–7         | 西前頭筆頭 5–10 ★       | 東前頭4枚目 5–10        | 東前頭8枚目 5–10            | 東前頭14枚目 9–6        | 東前頭3枚目 4–11            |
| 2001年 （平成13年） | 東前頭10枚目 8–7        | 西前頭5枚目 1–12–2      | 東前頭15枚目 11–4       | 東前頭5枚目 7–8             | 東前頭6枚目 6–9         | 東前頭9枚目 10–5            |
| 2002年 （平成14年） | 東前頭筆頭 6–9 ★        | 西前頭3枚目 2–13        | 東前頭10枚目 10–5 技    | 西前頭2枚目 1–14            | 西前頭11枚目 9–6        | 東前頭5枚目 7–8             |
| 2003年 （平成15年） | 西前頭6枚目 7–8         | 西前頭7枚目 10–5        | 東前頭3枚目 8–7 殊★     | 東前頭2枚目 4–11            | 東前頭8枚目 8–7         | 西前頭5枚目 8–7             |
| 2004年 （平成16年） | 西前頭2枚目 8–7         | 西前頭筆頭 4–11         | 西前頭7枚目 9–6         | 西前頭3枚目 3–12            | 西前頭10枚目 11–4       | 西前頭4枚目 2–13            |
| 2005年 （平成17年） | 西前頭10枚目 9–6        | 東前頭6枚目 5–10        | 西前頭9枚目 12–3 敢     | 西前頭筆頭 5–10             | 西前頭4枚目 4–11        | 東前頭10枚目 7–8            |
| 2006年 （平成18年） | 西前頭11枚目 7–8        | 東前頭13枚目 11–4 敢    | 東前頭5枚目 9–6         | 西前頭筆頭 3–12             | 東前頭8枚目 6–9         | 東前頭10枚目 引退 0–2–0     |
| 各欄の数字は、「勝ち-負け-休場」を示す。 優勝 引退 休場 十両 幕下 三賞：敢=敢闘賞、殊=殊勲賞、技=技能賞 その他：★=金星 番付階級：幕内 - 十両 - 幕下 - 三段目 - 序二段 - 序ノ口 幕内序列：横綱 - 大関 - 関脇 - 小結 - 前頭（「#数字」は各位内の序列） |                         |                         |                         |                             |                         |                             |

### 幕内対戦成績
| 力士名 | 勝数 | 負数 | 力士名   | 勝数  | 負数 | 力士名   | 勝数 | 負数 | 力士名   | 勝数 | 負数 |
| ------ | ---- | ---- | -------- | ----- | ---- | -------- | ---- | ---- | -------- | ---- | ---- |
| 蒼樹山 | 5    | 7    | 安芸乃島 | 12    | 8    | 安芸ノ州 | 1    | 1    | 曙       | 1    | 7    |
| 朝青龍 | 2    | 13   | 朝赤龍   | 4     | 4    | 朝乃翔   | 6    | 8    | 朝乃若   | 11   | 5    |
| 安馬   | 2    | 1    | 安美錦   | 6     | 10   | 岩木山   | 5    | 6    | 潮丸     | 1    | 1    |
| 皇司   | 5    | 4    | 大碇     | 1     | 0    | 大日ノ出 | 1    | 1    | 小城錦   | 2    | 2    |
| 魁皇   | 3    | 16   | 海鵬     | 10    | 10   | 垣添     | 5    | 9    | 春日王   | 6    | 0    |
| 片山   | 1    | 2    | 巌雄     | 5     | 1    | 稀勢の里 | 3    | 2    | 北勝鬨   | 3    | 3    |
| 北桜   | 2    | 2(1) | 金開山   | 8     | 2    | 光法     | 0    | 1    | 五城楼   | 5    | 3    |
| 黒海   | 0    | 2    | 琴稲妻   | 2     | 3    | 琴欧洲   | 2    | 4    | 琴奨菊   | 5    | 1    |
| 琴錦   | 4    | 5    | 琴ノ若   | 11    | 11   | 琴別府   | 0    | 1    | 琴光喜   | 3    | 11   |
| 琴龍   | 8    | 11   | 小錦     | 3     | 0    | 敷島     | 3    | 4    | 霜鳥     | 6    | 4    |
| 十文字 | 11   | 2    | 駿傑     | 1     | 0    | 戦闘竜   | 1    | 0    | 大至     | 1    | 2    |
| 大翔鳳 | 1    | 0    | 大善     | 2     | 1    | 大飛翔   | 1    | 1    | 貴闘力   | 5    | 13   |
| 隆の鶴 | 2    | 1    | 貴ノ浪   | 10    | 13   | 貴乃花   | 0    | 11   | 隆乃若   | 3    | 7    |
| 高見盛 | 3    | 9    | 豪風     | 4     | 6    | 玉春日   | 12   | 8    | 玉乃島   | 5    | 10   |
| 玉力道 | 4    | 1    | 千代大海 | 1     | 16   | 千代天山 | 6    | 4    | 出島     | 6    | 21   |
| 寺尾   | 7    | 4    | 出羽嵐   | 2     | 0    | 闘牙     | 10   | 3    | 時津海   | 7    | 7    |
| 時天空 | 4    | 1    | 土佐ノ海 | 10(1) | 13   | 栃東     | 5(1) | 16   | 栃栄     | 4    | 4    |
| 栃乃洋 | 9    | 10   | 栃乃花   | 2     | 5    | 栃乃和歌 | 2    | 2    | 豊桜     | 1    | 0    |
| 豊ノ島 | 1    | 2    | 浪乃花   | 1     | 0    | 白鵬     | 0    | 3    | 白露山   | 1    | 2    |
| 濵錦   | 1    | 2    | 濱ノ嶋   | 4     | 8    | 追風海   | 3(1) | 4    | 肥後ノ海 | 7    | 5    |
| 普天王 | 3    | 2    | 武雄山   | 4     | 6    | 寶智山   | 1    | 0    | 北勝力   | 9    | 4    |
| 舞の海 | 2    | 1    | 三杉里   | 0     | 1    | 水戸泉   | 3    | 5    | 湊富士   | 5    | 6(1) |
| 雅山   | 5    | 12   | 武蔵丸   | 2     | 17   | 武双山   | 8    | 15   | 燁司     | 2    | 1    |
| 嘉風   | 1    | 2    | 力櫻     | 2     | 0    | 琉鵬     | 1    | 0    | 露鵬     | 2    | 1    |
| 若光翔 | 1    | 0    | 若孜     | 2     | 0    | 若兎馬   | 3    | 0    | 若の里   | 8    | 13   |
| 若ノ城 | 2    | 4    | 若乃花   | 4(1)  | 6    | 和歌乃山 | 6    | 6    |          |      |      |

## 略歴
- 1992年3月場所 - 初土俵
- 1995年3月場所 - 新十両
- 1996年9月場所 - 新入幕
- 1997年3月場所 - 新小結
- 2000年 - 公益財団「旭鷲山発展基金」設立
- 2001年8月 - 日本の永住権を取得
- 2004年4月 - 早稲田大学人間科学部通信教育課程入学
- 2006年11月場所 - 引退

## エピソード
- 子供の頃からやんちゃな性格で、社会主義下のモンゴル人民共和国に於いて3歳頃からチョコレート代わりに石を口に含んだり、家の内壁を食べたという逸話がある。
- モンゴル語、日本語に加え、ロシア語、朝鮮語にも精通している。
- モンゴルでは魚は神聖なものとされ、生の魚を食べる習慣がないので、来日直後は魚を平気で食べる大島を目の当たりにして絶句したという。
- 来日前に、日本は科学が進んでいて、声を掛けるだけで物が出ると聞かされ、ジュースの自動販売機に一日中、「ジュースください」と声を掛けお辞儀をしていた。また、いまだに日本人はちょんまげを結い、袴姿に刀をさしていると思い込んでいた。来日直後は日本は進歩した国だと感心したが、相撲部屋に着いてから髷を結って砂まみれの力士たちを見て日本のイメージが壊れた[6]。
- 来日後に初めて割り箸を知り、最初は割り箸の使い方を理解できなかった[6]。
- 幕下時代当時モンゴル国内の物価は日本の約10分の1であったため、実家に数万円を送ったところ、両親に「こんな大金どうしたんだ」と不審がられたという。幕内に昇進すると、すぐにサッカー場並みの広さの土地をモンゴルで購入した[6]。
- プロ野球・千葉ロッテマリーンズのファンである。
- 好きな日本の女性芸能人は山田花子である。
- グラフィックデザイナーの浅葉克己によって旭鷲山の廻し姿を描いた「日本・モンゴル友好記念」切手が、2001年にモンゴルから発行された。
- 「週刊ポスト」の八百長記事に対し、小学館を名誉棄損で訴えた。小学館側からの200万円での和解金申し入れを受諾し、チンギス・ハーンに勝訴報告をした。
- 高見盛との対戦では時間前に自分から土俵上でにらみ合いを仕掛けることが多かった。
- 4横綱(曙、若乃花、武蔵丸、朝青龍)から金星を5個獲得し、上位によく善戦していたが、貴乃花とは11回対戦して1度も勝てなかった。
- 16歳の時にナーダムの相撲少年の部に出場したが、当時の社会主義体制の食糧不足で腹を空かせていたところに、モンゴル相撲の横綱（アヴァルガ）である父のジグジドゥ・ムンフバトに同伴していた当時4歳の白鵬が食べ物をくれたことがあった。両者共に記憶に刻まれた出来事であったが、来日したものの入門先が見つからず帰国寸前の白鵬に対して旭鷲山が骨を折り、その後暫く経っても、互いにその時の相手であったことに気付かなかった[29]。
- 中日勝ち越しと中日負け越しを各2回記録したが、これは大相撲史上において旭鷲山と髙安のみが持つ記録である[30]。
- 2017年10月10日放送の『世界ふれあい街歩き』「ただいま変貌中 ウランバートル／モンゴル」編（NHK BSプレミアム）に登場。ウランバートル市内に KYOKUSHU BEYA を開設、地元の子供たちに相撲を教えているとのこと[31][32]。
- 2006年3月場所、自身がモンゴルから連れてきた安馬や白鵬と同時に三賞受賞するのが夢だったらしく、一緒に写真を撮る事を実現させた。
- 闘牙と相性が良く対戦成績で圧倒していた(2002年1月場所まで8勝0敗)。
- 武双山や若の里とも初期の頃は相性が良く対戦成績でリードしていた(武双山とは2001年7月場所まで7勝6敗、若の里とは2002年1月場所まで5勝3敗)。
- 2005年7月場所、琴欧州戦で旭鷲山が土俵を割るより先に琴欧州の手が完全に土俵に付いていたにも拘らず、物言いすらつかなかった1番があった。

## 書籍
- 『自伝旭鷲山-大草原から土俵へ』（1997年3月、ベースボール・マガジン社）
- 『土俵の上から見た不思議なニッポン人』（2000年5月、扶桑社）
- 「モンゴル流、俺の錦の飾り方」（1998年11月、トップランナーVol.7）